# Jaguar 420
Jaguar 420 — седан представницького класу британської компанії Jaguar Cars, який дебютував на автосалоні в Лондоні в 1966 році. 420-й був ягуаром S-Type з передньою частиною від представницького Mark X. Довжина автомобіля становить 4762 мм. 420-й комплектувався шестициліндровим двигуном 4.2 л. Залежно від ринку він володів різним ступенем стиснення (від 7:1 до 9:1). Бувши укомплектованим двома карбюраторами Skinners Union двигун розвивав потужність до 248 к.с. при 5500 об/хв і крутний момент 384 Нм при 3750 об/хв.

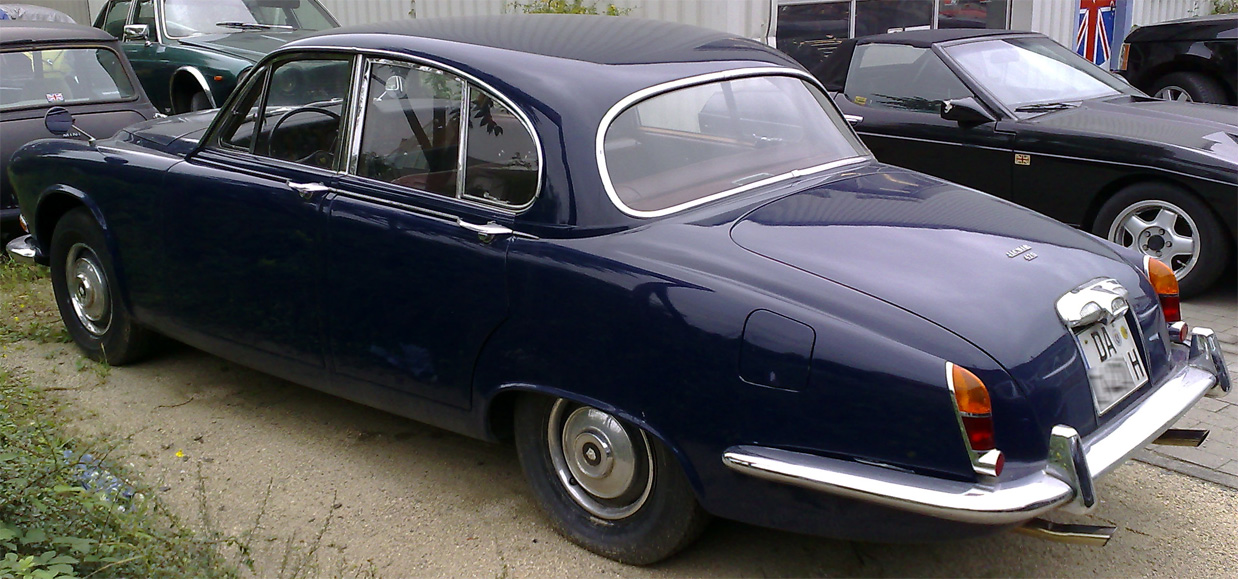

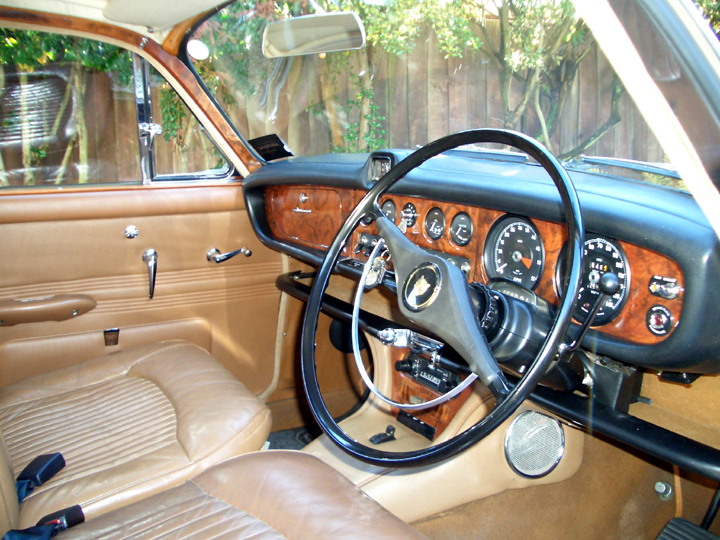

На Jaguar 420 ставили рульовий механізм з гідропідсилювачем Marles Varamatic і передавальним відношенням, зменшеним з 21,6:1 до 13:1.
Виробництво моделі, яка оцінювалася в США в $ 5900, припинилося в 1968 році, а всього було випущено 10 236 седанів Jaguar 420. Але був ще й люксовий двійник — Daimler Sovereign, що випускався до 1969 року, всього було зібрано 5824 таких машин.

## Двигун
- 4.2 L XK I6